# Roza (Txeliàbinsk)
|  | Per a altres significats, vegeu «Roza». |

Roza - Роза (rus) és un possiólok de l'óblast de Txeliàbinsk, a Rússia. Roza és a 5 km al nord-est de Korkino, a 27 km al sud de Txeliàbinsk i a 1.505 km a l'est de Moscou. La vila es fundà el 1931 amb el nom de Roza, en honor de Rosa Luxemburg, la militant socialista i teòrica marxista alemanya. La vila es desenvolupà amb les explotacions de carbó. El 1981 obtingué l'estatus de possiólok (poble), i absorbí la vila propera de Xapàievo.